# Erholungsflächenverein
Der Erholungsflächenverein (vollständige Bezeichnung Verein zur Sicherstellung überörtlicher Erholungsgebiete in den Landkreisen um München e.V.) ist ein zweckverbandsähnlicher Zusammenschluss kommunaler Gebietskörperschaften aus dem Großraum München zur Entwicklung und Betreuung von Freizeitgebieten. Dem im Jahr 1965 privatrechtlich errichteten Verein gehören die Landeshauptstadt München, die Landkreise Bad Tölz-Wolfratshausen, Dachau, Freising, Fürstenfeldbruck, München und Starnberg sowie 59 Städte und Gemeinden aus diesen Landkreisen an. Seine Geschäftsstelle hat ihren Sitz in der Kardinal-Döpfner-Straße 8 in München.

## Aufgaben
Das Ziel des Erholungsflächenvereins besteht darin, auf dem Gebiet seiner Mitglieder überörtliche Erholungsflächen zu erstellen und zu gestalten, die der Allgemeinheit unentgeltlich zur Verfügung gestellt werden. Außerdem richtet der Verein beschilderte Rad- und Wanderwege ein, die diese Erholungsgebiete miteinander und mit benachbarten Wohngebieten verbinden.
Dabei übernimmt der Verein vor allem den Erwerb der Grundstücke und die Sicherung der Finanzierung. Die Gesamtplanung der Projekte übernimmt in der Regel der Planungsverband Äußerer Wirtschaftsraum München. Die Detailplanung wird dann von freien Landschaftsarchitekten durchgeführt, die anfallenden Hoch- und Tiefbaumaßnahmen werden von freien Architekten und Ingenieuren geplant. Der laufende Unterhalt erfolgt durch den jeweiligen Landkreis oder die jeweilige Gemeinde. Erst bei einer eventuell erforderlichen Generalsanierung wird der Erholungsflächenverein wieder aktiv.

## Finanzen
Das Jahresbudget des Vereins betrug im Jahr 2018 ca. 1,9 Mio. Euro. Satzungsgemäß werden von den Nutzern der Erholungsflächen keine Gebühren erhoben, das Budget wird durch Beiträge der Mitgliedskörperschaften erbracht, die sich aus der Zahl der jeweiligen Einwohner errechnen. Daraus ergab sich z. B. 2009 ein Finanzierungsanteil der Landeshauptstadt München von rund 49 Prozent. Seit Gründung nahm der Verein rund 82,4 Mio. Euro ein, von denen ein Betrag in Höhe von etwa 7,2 Mio. Euro nicht dem unmittelbaren Vereinszweck, also dem Grunderwerb, dem Ausbau von Erholungsgebieten und dem Radwegenetz zugeführt wurde (Stand Ende 2018).

## Projekte
Um den früher vorwiegend in den Süden Münchens führenden Freizeitverkehr zu entflechten, hat der Verein vor allem im Norden, Osten und Westen von München neue Naherholungsgebiete geschaffen. Ein Schwerpunkt lag dabei auf durch den Kiesabbau in der Münchner Schotterebene entstandenen Baggerseen. Es wurden aber auch Uferabschnitte an den im Süden Münchens gelegenen Seen für die Allgemeinheit sichergestellt.
Bis 2011 hat der Erholungsflächenverein insgesamt 34 Erholungsgebiete gefördert, darunter 21 an Baggerseen und 8 an natürlichen Gewässern. Etwa 33 km Seeufer wurden ausgebaut, etwa 1,5 Millionen m² Liegewiesen angelegt und über 1.000 km beschilderte Rad- und Wanderwege eingerichtet. Von etwa 6,3 Millionen m² Grundbesitz des Vereins entfällt etwa ein Drittel auf Wasserflächen.
Zu Projekten des Erholungsflächenvereins zählen Kranzberger See, Stoibermühlsee, Echinger See, Pullinger Weiher, Unterschleißheimer See und die Isarauen nördlich von München, Feringasee, Poschinger Weiher und Heimstettener See im Osten, Mammendorfer See, Olchinger See, Pucher Meer und die Langwieder Seen im Westen, Deininger Weiher und Forst Kasten im Süden sowie Anlagen am Ufer von Starnberger See, Ammersee, Wörthsee und Pilsensee.

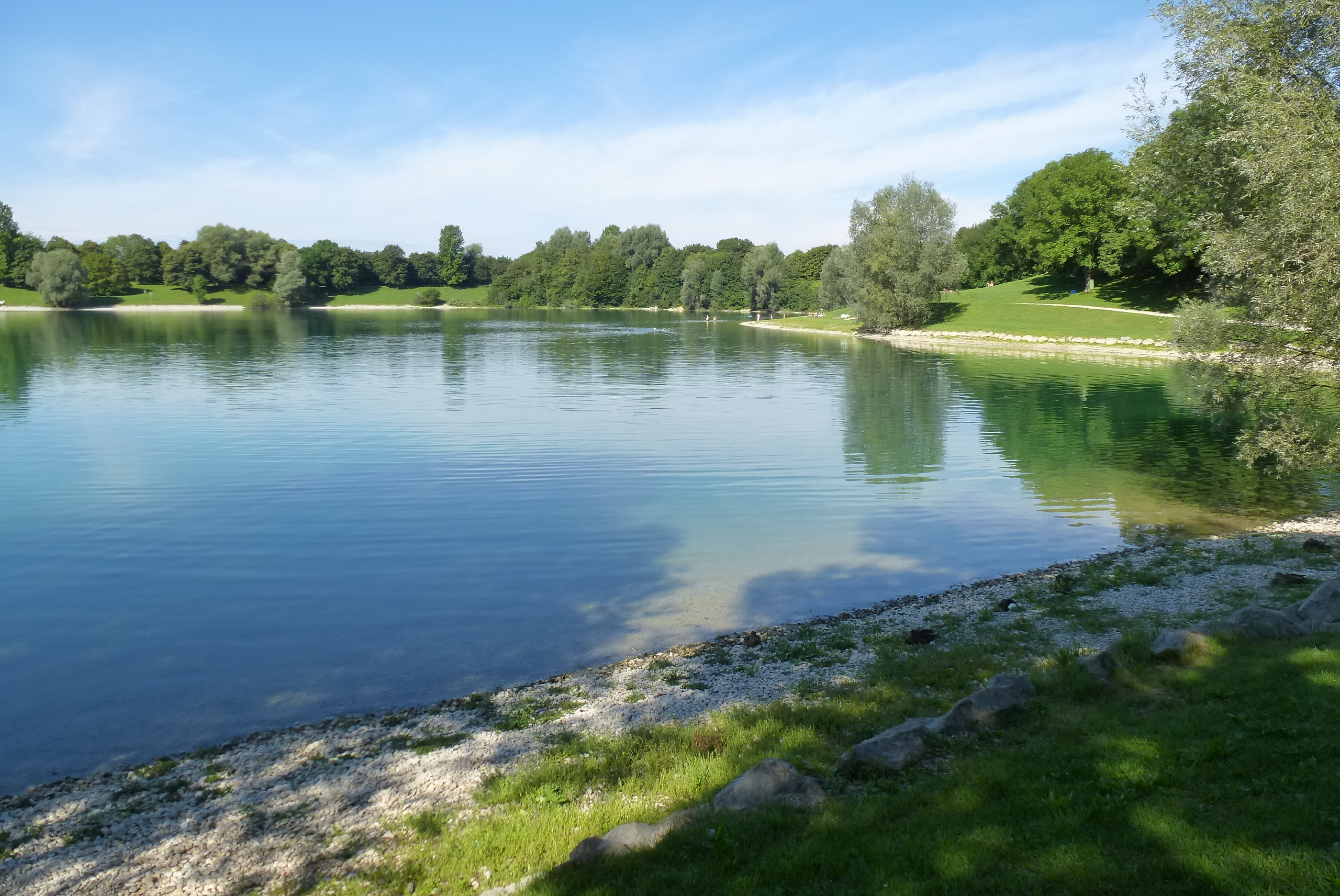
Heimstettener See
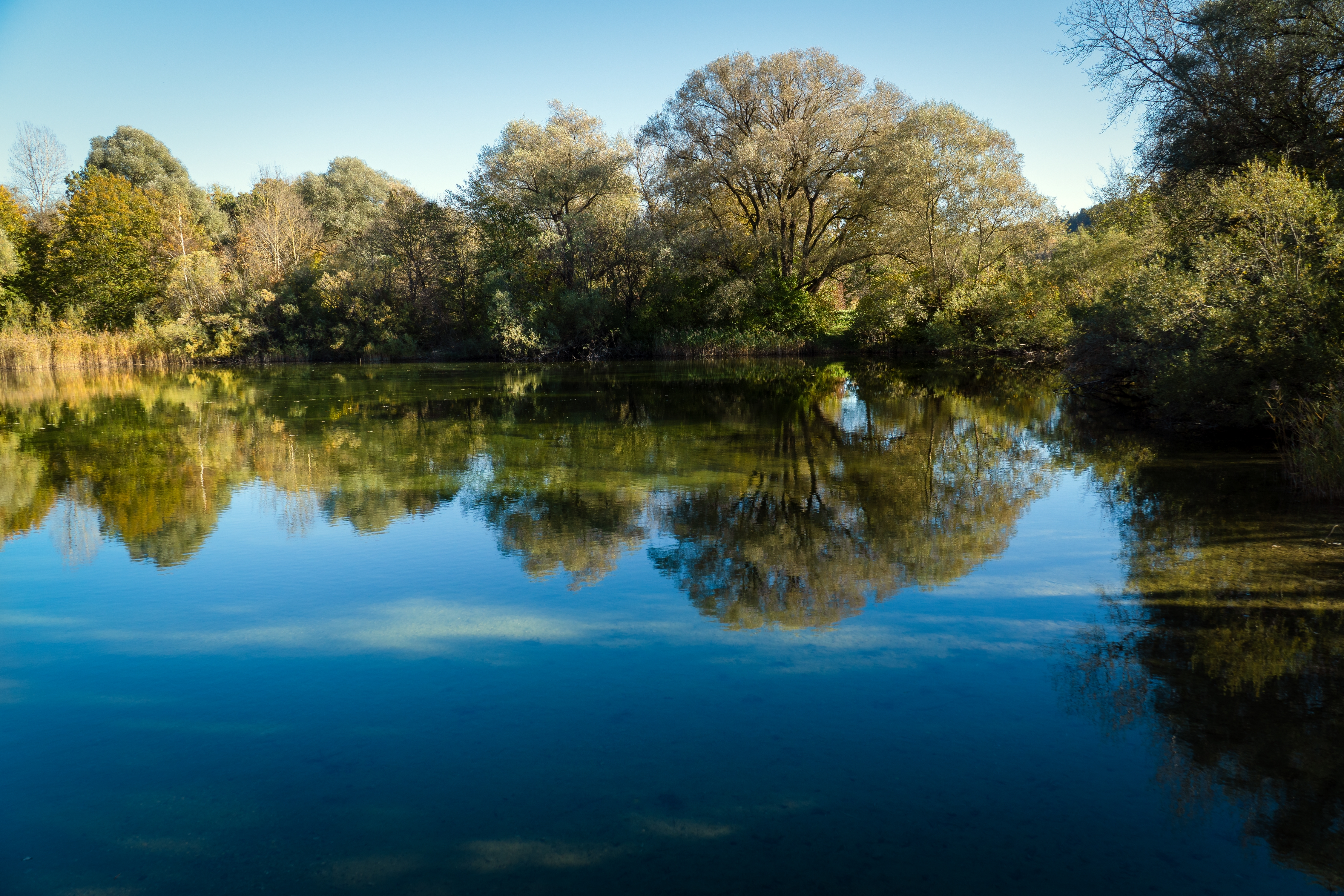
Kranzberger See
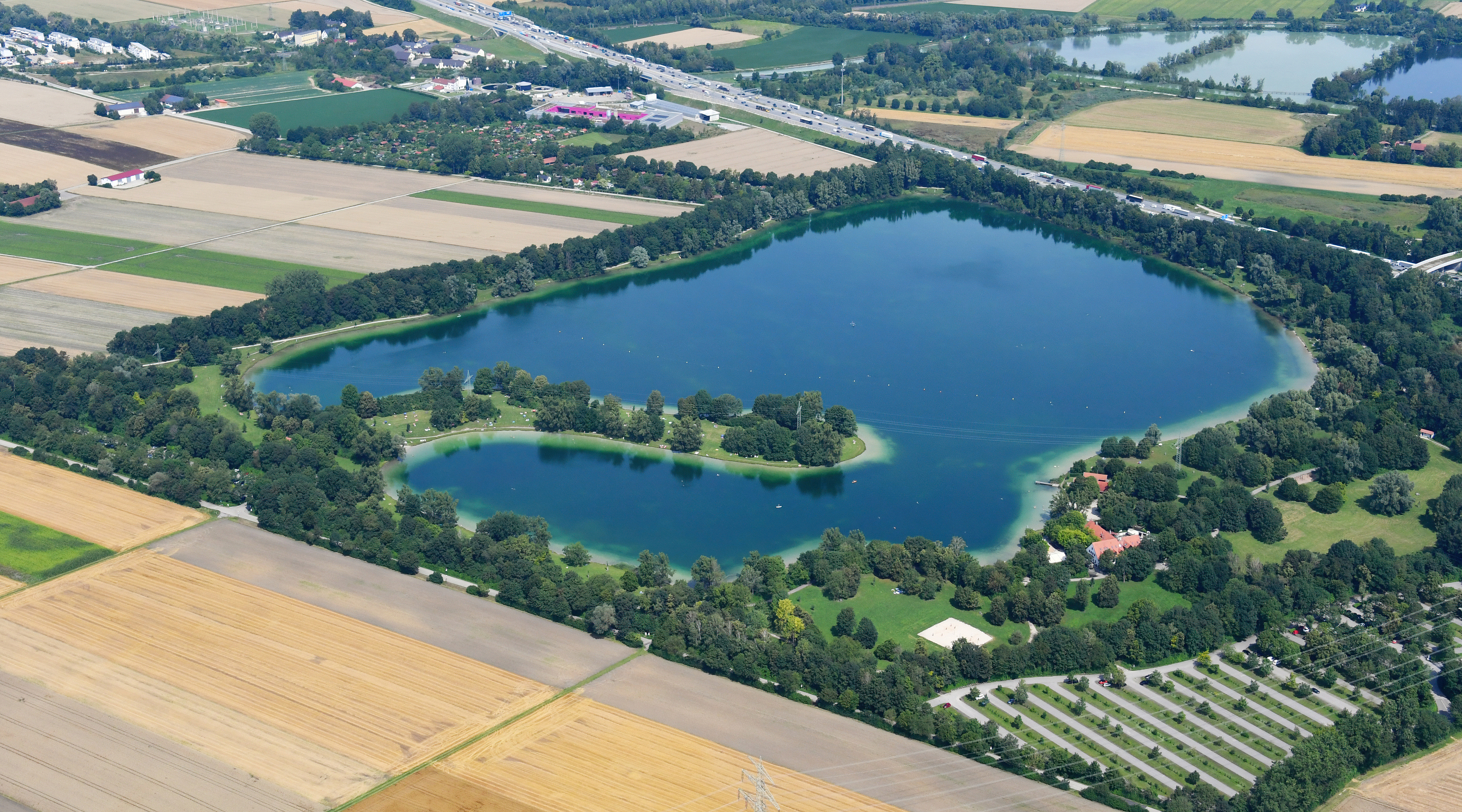
Feringasee
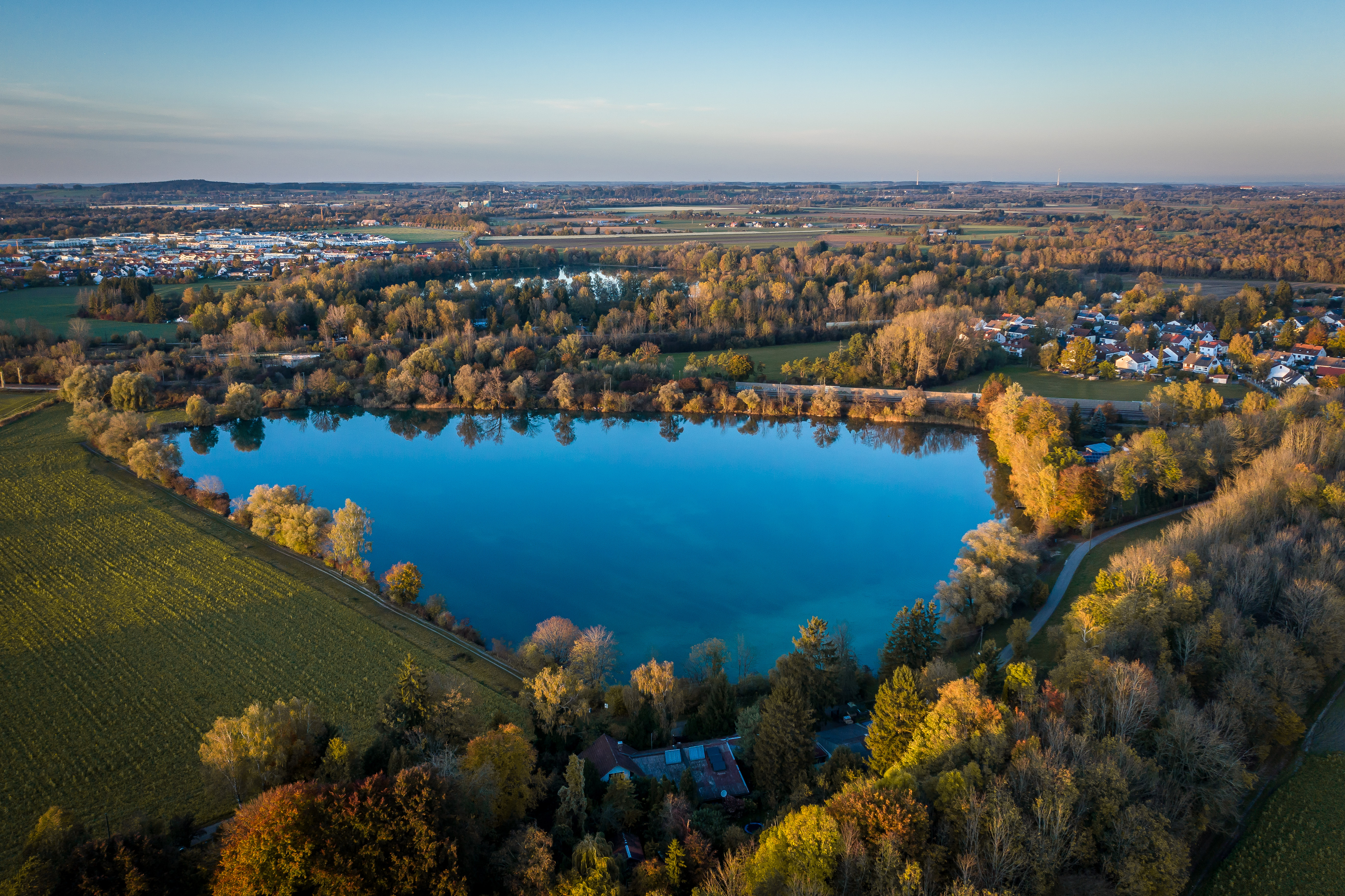
Olchinger See
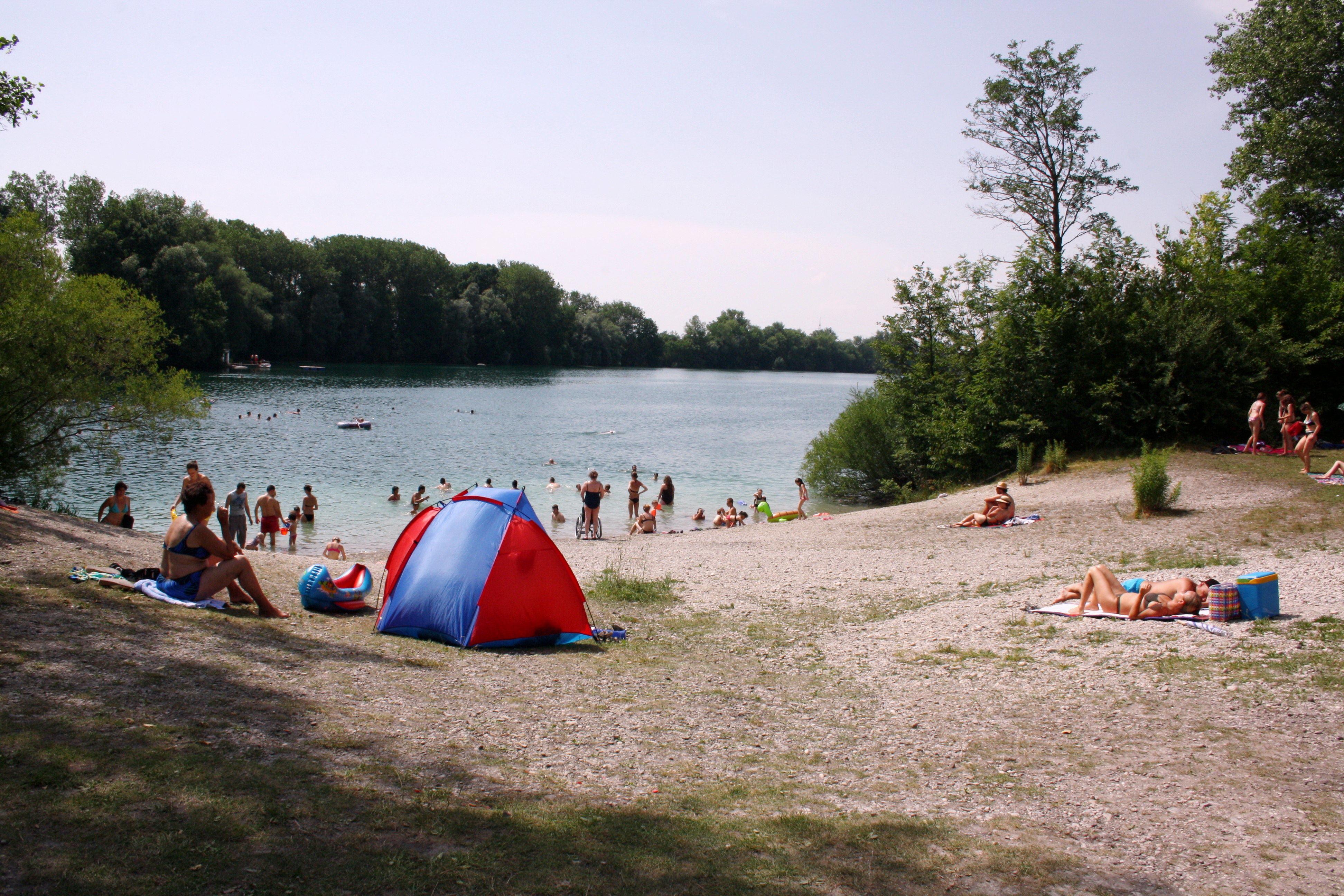
Langwieder See
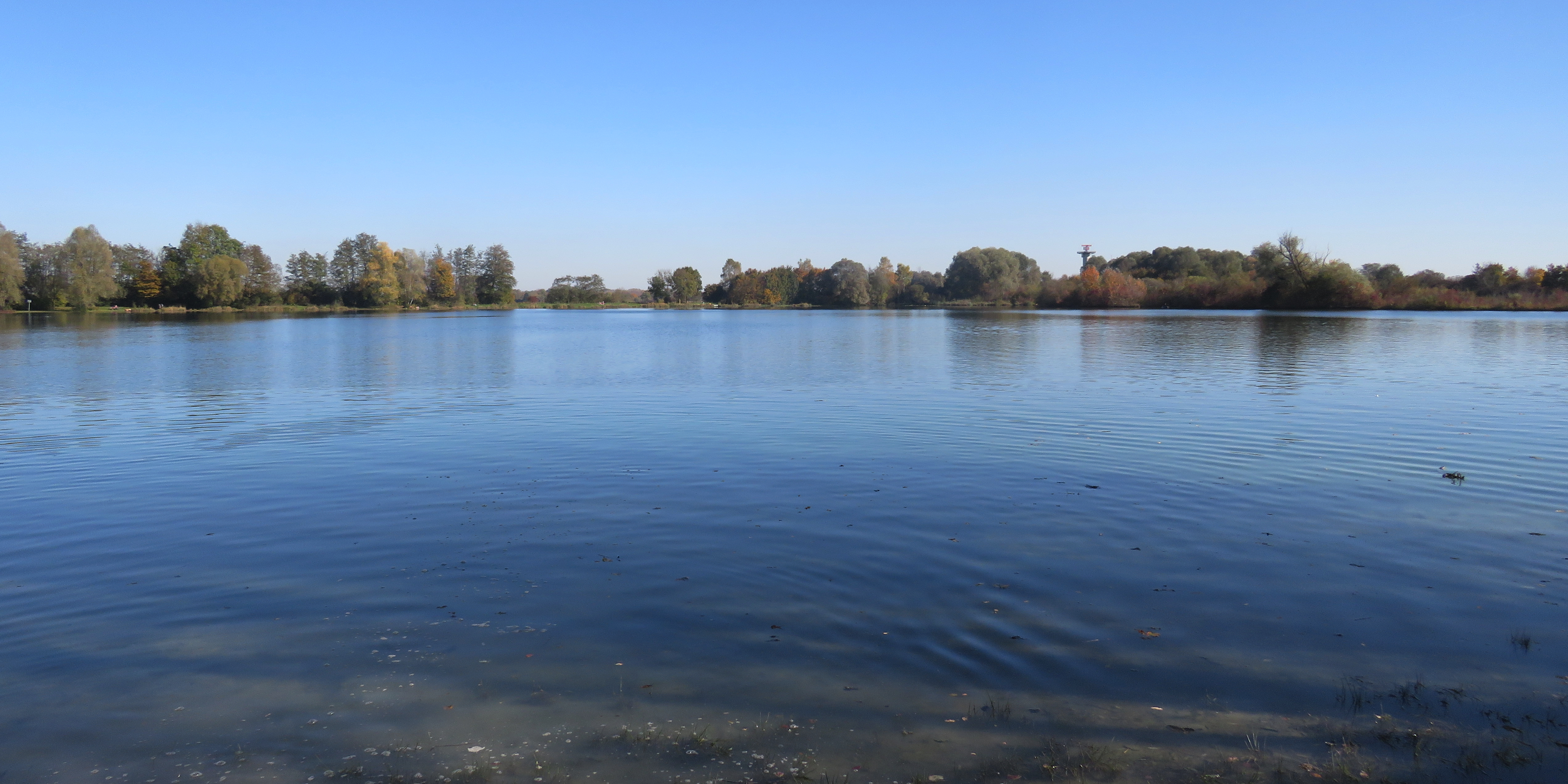
Stoibermühlsee
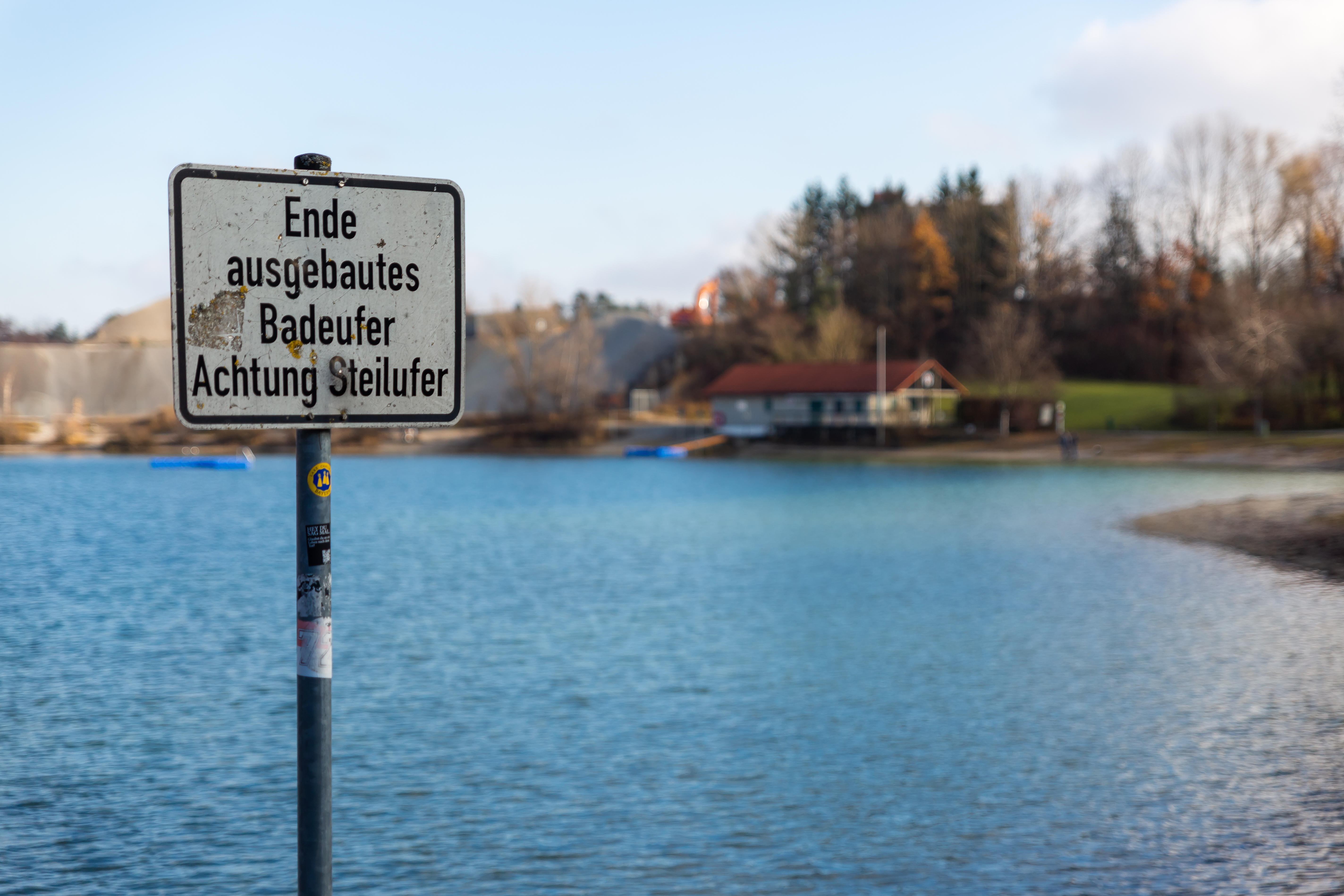
Puchinger Meer
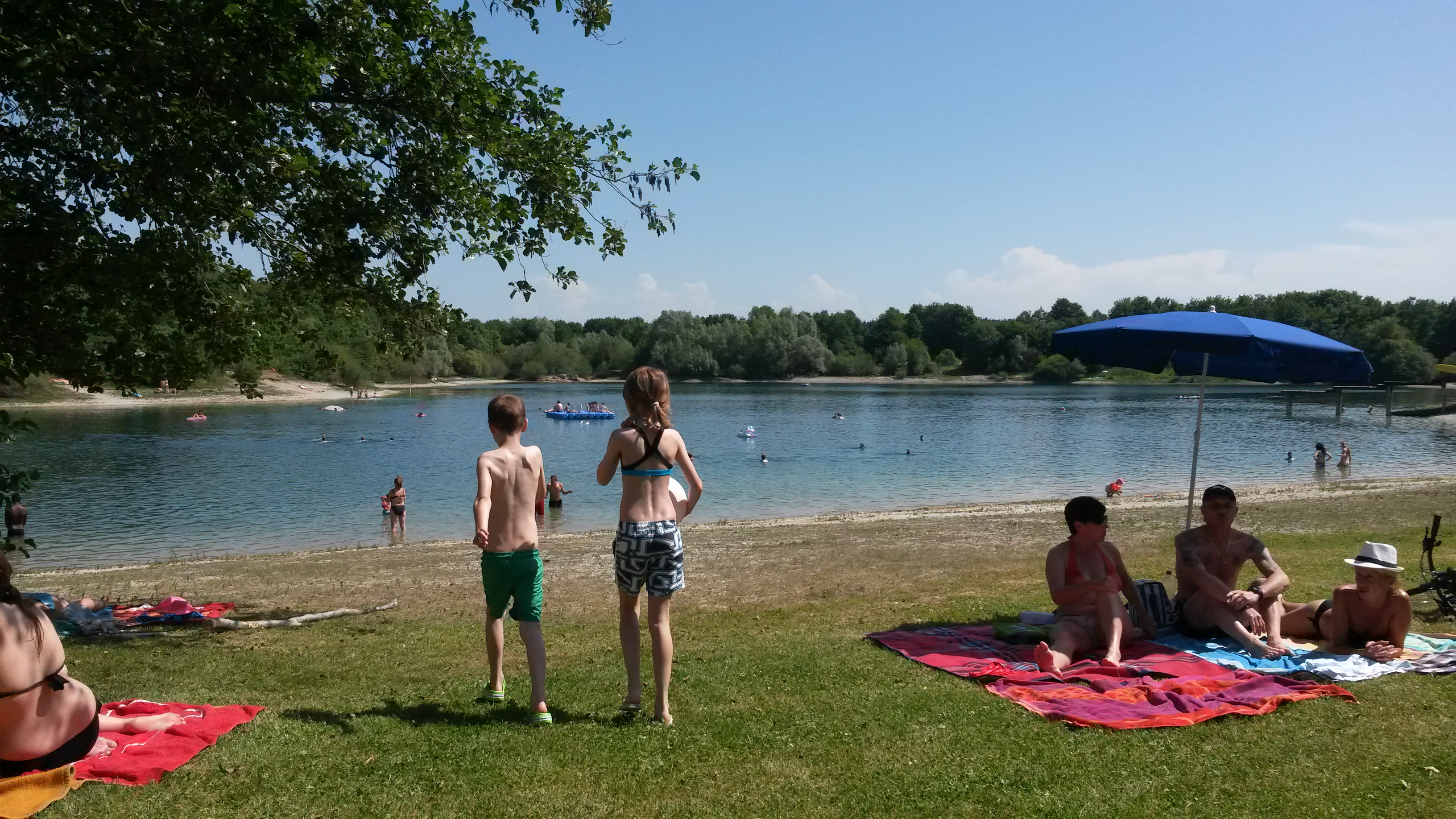
Mammendorfer See
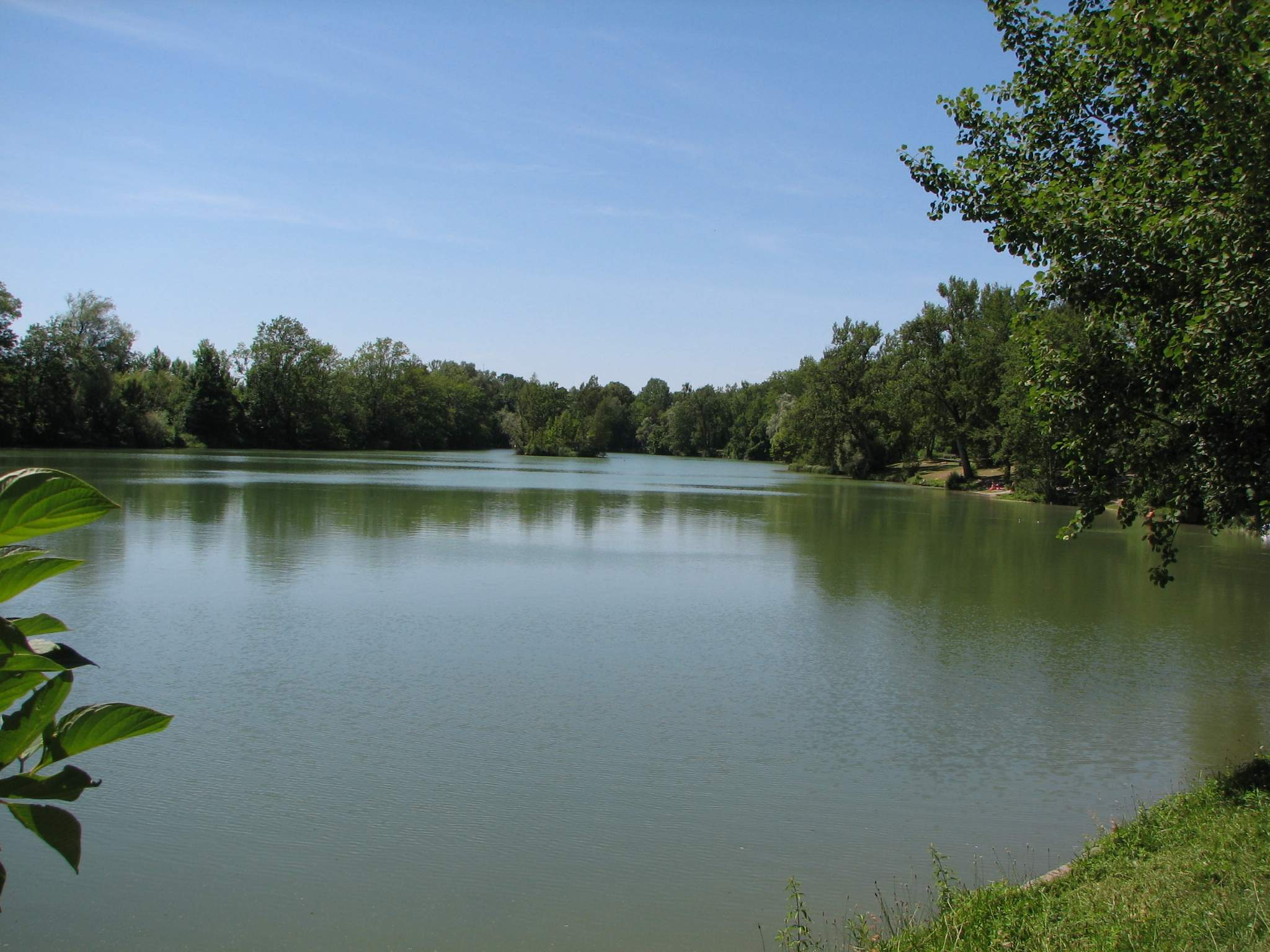
Poschinger Weiher
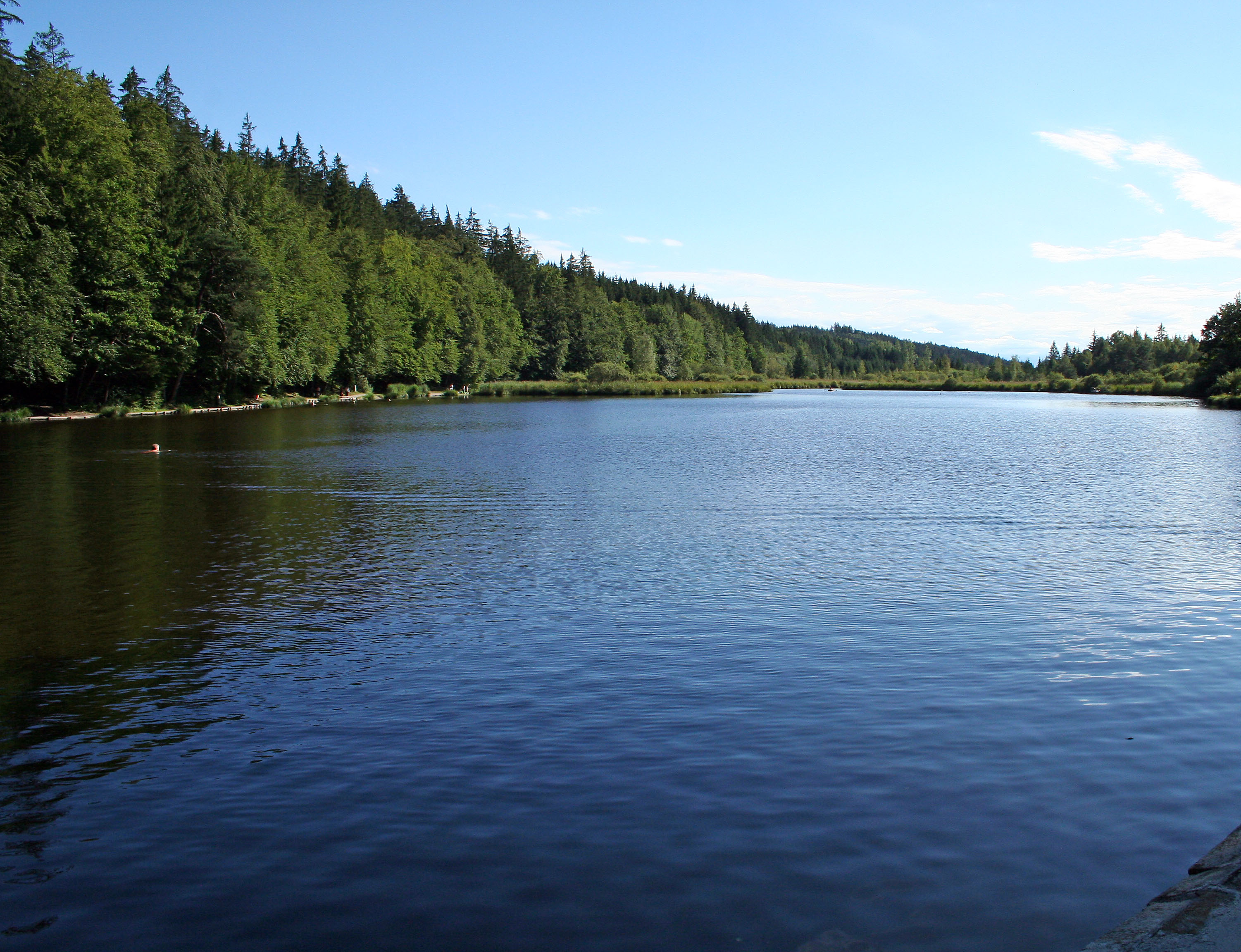
Deininger Weiher